# 山本隆弘
山本 隆弘（やまもと たかひろ、1978年7月12日 - ）は、日本の元男子バレーボール選手、バレーボール全日本選手。現在はバレーボール指導者、解説者、タレント。

## 来歴
鳥取県鳥取市出身。鳥取市立東中学校1年の秋に、それまでバレーボール部唯一の部員だった友人に誘われてバレーボール部に入ったが、その理由は、2人ならば練習しなくてもいいため「一番楽そうだったから」。しかし中学入学時には158cmだった身長が3年間で192cmにまで伸び、本人曰く「ヘタクソすぎて」「ただデカいだけ」だったが、その体格が注目され、バレーボールの名門、鳥取県立鳥取商業高等学校から声がかかり同校へ進学、それから本格的にプレーするようになり、1年生の時からすぐにレギュラーとなる。その後日本体育大学に進学するも、厳しい上下関係に耐えかね2年生の時に一度バレーボール部をやめ、半年ほどトラックドライバーをしていたが、勇気を振り絞り、頭を丸めて大学に頭を下げ復帰、2ヶ月ほどは練習はおろかボールも触らせてもらえず口すら聞いてもらえない状態だったが、次第に見かねた同級生が先輩に隠れて相手をしてくれるようになり次第に復帰、大学卒業後、松下電器・パナソニックパンサーズに入団した。
長身の左利きプレイヤーとして日本の将来を携える選手と、2000年に当時の監督だった田中幹保によって全日本に選出された。高さを活かしたバックアタックを得意とし、サウスポーゆえの逆回転ジャンプサーブを武器としている。
2003年ワールドカップではベストスコアラーとMVPを獲得し、アテネオリンピック最終予選でも日本の期待を背負っていたが、出場権を獲得することはできなかった。
2004年プロ契約を結ぶ。そして、アシックスとアドバイザリースタッフ契約を締結。
監督が植田辰哉に代わると、戦術上の問題（スーパーエースを置かず、サーブレシーブをさせる戦術）により、2年ほど全日本には招集されなかったが、2006年世界選手権代表候補の中に選ばれ、試合終盤の驚異的なスパイク決定率などでベスト8入りの大きな原動力になった。
2007年ワールドカップでは、腰のケガが完治しておらず清水邦広にスタメンを明け渡す場面があり、途中からのワンポイントブロッカーでの起用が多くなった。しかしスタメンで出た試合で結果を残し、2008年北京オリンピック代表に選出された。
2010年からは、Vリーグにおいてミドルブロッカーとしても出場している。
2011年、3年ぶりに全日本登録メンバーに選出された。2012年のロンドンオリンピック世界最終予選に出場したが、予選敗退のため、オリンピック出場は成らなかった。
2012年10月1日、2012/2013年シーズン限りで現役を引退することを発表した。2014年1月よりVリーグの排球大使（アンバサダー）に就任。
2023年9月、姫路獨協大学女子バレーボール部のコーチに就任した。

## 人物・エピソード
- 妻はイトーヨーカドープリオールに所属していた元バレーボール選手熊倉由美である[9]。
- キャッチコピーは「世界が認めたニッポンの大砲」[10]

## 球歴
- 全日本代表 - 2001-2004、2006-2008、2012年
  - オリンピック - 2008年
  - 世界選手権 - 2002年、2006年
  - ワールドカップ - 2003年、2007年

## 受賞歴
- 2003年 - ワールドカップ MVP、ベストスコアラー
- 2004年 - 第10回Vリーグ ベスト6
- 2008年 - 2007-08 プレミアリーグ MVP、ベスト6
- 2013年 - 2012/13 Vリーグ特別賞[11]

## 所属チーム
- 鳥取商業高校
- 日本体育大学
- パナソニックパンサーズ（2001-2013年）

## 著書等
- 『試合で勝てる! バレーボールアタッカー最強のポイント50』（山本監修）メイツ出版刊 2014年6月発売 ISBN 978-4780414448

## 出演番組
- ゴルフ★パラダイス（さんいん中央テレビ） - 準レギュラー出演。
- サタ☆スポ（エフエム大阪）